# Клінтон Тауншип (округ Венанго, Пенсільванія)
Клінтон Тауншип (англ. Clinton Township) — селище (англ. township) в США, в окрузі Венанго штату Пенсільванія. Населення — 953 особи (2020).

## Демографія
Згідно з переписом 2010 року, у селищі мешкали 854 особи в 320 домогосподарствах у складі 239 родин. Було 439 помешкань
Расовий склад населення:
| - 99,3 % — білих - 0,4 % — чорних або афроамериканців - 0,1 % — азіатів |

До двох чи більше рас належало 0,2 %. Частка іспаномовних становила 0,5 % від усіх жителів.
За віковим діапазоном населення розподілялося таким чином: 27,6 % — особи молодші 18 років, 54,5 % — особи у віці 18—64 років, 17,9 % — особи у віці 65 років та старші. Медіана віку мешканця становила 38,4 року. На 100 осіб жіночої статі у селищі припадало 99,1 чоловіків;  на 100 жінок у віці від 18 років та старших — 101,3 чоловіків також старших 18 років.
Середній дохід на одне домашнє господарство  становив 47 735 доларів США (медіана — 39 063), а середній дохід на одну сім'ю — 52 723 долари (медіана — 42 222). Медіана доходів становила 38 214 долари для чоловіків та 32 500 доларів для жінок. За межею бідності перебувало 15,4 % осіб, у тому числі 27,1 % дітей у віці до 18 років та 6,9 % осіб у віці 65 років та старших.
Цивільне працевлаштоване населення становило 344 особи. Основні галузі зайнятості: виробництво — 21,5 %, освіта, охорона здоров'я та соціальна допомога — 15,1 %, будівництво — 13,1 %.